# Margarites calliostomoides
Margarites calliostomoides is een slakkensoort uit de familie van de Margaritidae. De wetenschappelijke naam van de soort is voor het eerst geldig gepubliceerd in 2000 door Egorov.